# Lagrange (Territoire de Belfort)
Pour les articles homonymes, voir Lagrange.
Lagrange (en allemand : Scheuern) est une commune française située dans le département du Territoire de Belfort, la région culturelle et historique de Franche-Comté et la région administrative Bourgogne-Franche-Comté. 
Elle est administrativement rattachée au canton de Grandvillars et fait partie du Grand Belfort. Ses habitants sont appelés les Lagrangeois.

## Géographie
Le village est situé à 10 km au nord-est de Belfort, près de la route nationale RN83.

### Climat
Pour des articles plus généraux, voir Climat de la Bourgogne-Franche-Comté et Climat du Territoire de Belfort.
En 2010, le climat de la commune est de type climat des marges montargnardes, selon une étude du Centre national de la recherche scientifique s'appuyant sur une série de données couvrant la période 1971-2000. En 2020, Météo-France publie une typologie des climats de la France métropolitaine dans laquelle la commune est exposée à un climat semi-continental et est dans la région climatique  Vosges, caractérisée par une pluviométrie très élevée (1 500 à 2 000 mm/an) en toutes saisons et un hiver rude (moins de 1 °C). 
Pour la période 1971-2000, la température annuelle moyenne est de 9,8 °C, avec une amplitude thermique annuelle de 17,4 °C. Le cumul annuel moyen de précipitations est de 1 079 mm, avec 12,2 jours de précipitations en janvier et 10,4 jours en juillet. Pour la période 1991-2020, la température moyenne annuelle observée sur la station météorologique de Météo-France la plus proche, « Felon_sapc », sur la commune de Felon à 3 km à vol d'oiseau, est de 10,3 °C et le cumul annuel moyen de précipitations est de 1 056,1 mm. 
La température maximale relevée sur cette station est de 38 °C, atteinte le 7 août 2015 ; la température minimale est de −19,3 °C, atteinte le 20 décembre 2009,,. 
Les paramètres climatiques de la commune ont été estimés pour le milieu du siècle (2041-2070) selon différents scénarios d'émission de gaz à effet de serre à partir des nouvelles projections climatiques de référence DRIAS-2020. Ils sont consultables sur un site dédié publié par Météo-France en novembre 2022.

## Urbanisme

### Typologie
Au 1er janvier 2024, Lagrange est catégorisée commune rurale à habitat dispersé, selon la nouvelle grille communale de densité à sept niveaux définie par l'Insee en 2022.
Elle est située hors unité urbaine. Par ailleurs la commune fait partie de l'aire d'attraction de Belfort, dont elle est une commune de la couronne,. Cette aire, qui regroupe 91 communes, est catégorisée dans les aires de 50 000 à moins de 200 000 habitants,.

### Occupation des sols
L'occupation des sols de la commune, telle qu'elle ressort de la base de données européenne d’occupation biophysique des sols Corine Land Cover (CLC), est marquée par l'importance des territoires agricoles (73,5 % en 2018), une proportion identique à celle de 1990 (73,5 %). La répartition détaillée en 2018 est la suivante : 
zones agricoles hétérogènes (42 %), terres arables (26,5 %), forêts (26,5 %), prairies (5 %). L'évolution de l’occupation des sols de la commune et de ses infrastructures peut être observée sur les différentes représentations cartographiques du territoire : la carte de Cassini (XVIIIe siècle), la carte d'état-major (1820-1866) et les cartes ou photos aériennes de l'IGN pour la période actuelle (1950 à aujourd'hui).

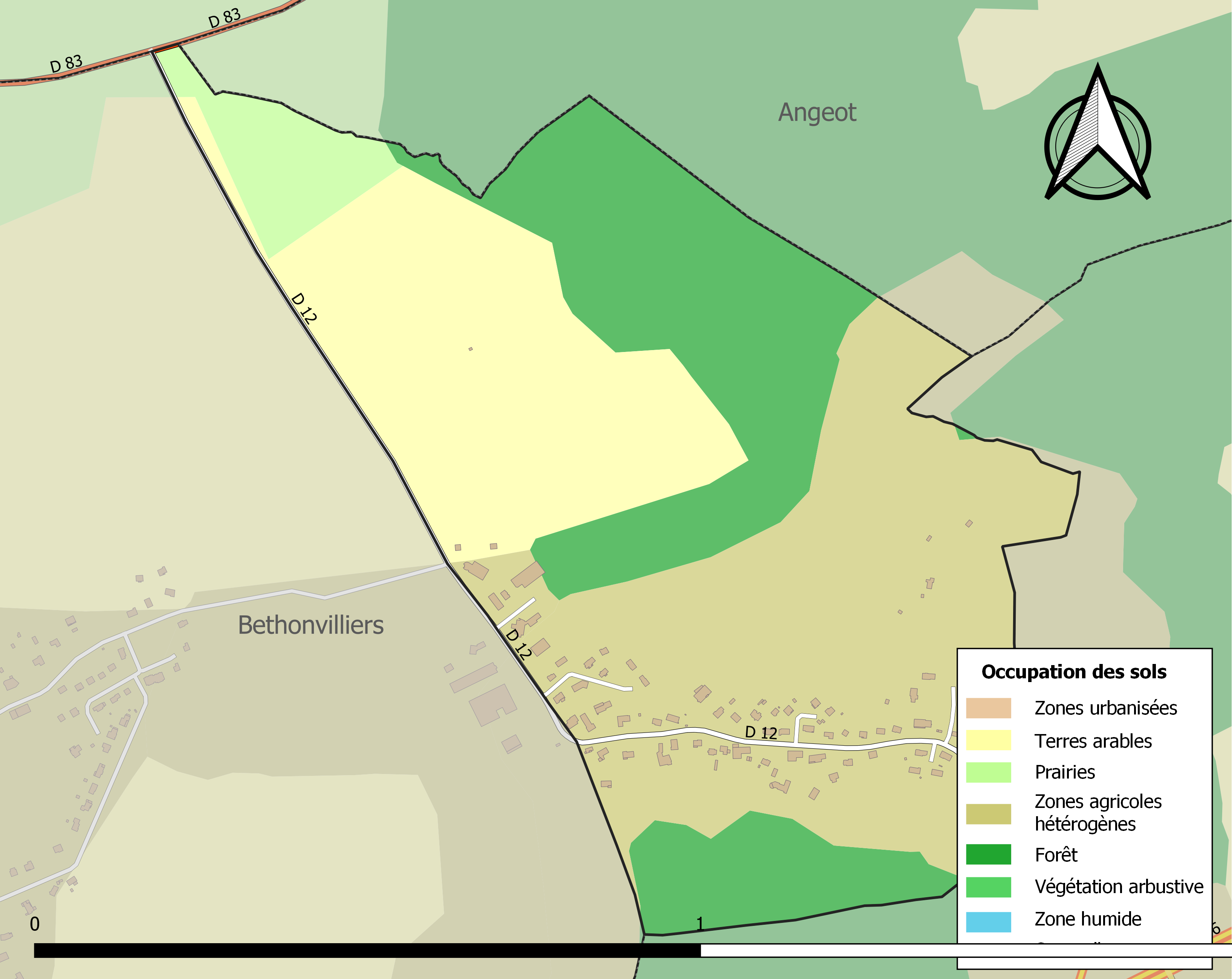
Carte des infrastructures et de l'occupation des sols de la commune en 2018 (CLC).

## Toponymie
Anciennes mentions : Zur Schürr (1566), Schire (1579), Schira, Scheuern, Lagrange (1742).

## Histoire
Une voie romaine secondaire traversait le territoire de Lagrange, venant de Lacollonge et se dirigeant vers Angeot.
La plus ancienne mention de Lagrange date de 1322. Le village dépendait de la mairie de Bethonvilliers et de la prévôté de Belfort.
Après que Larivière fut devenu une paroisse autonome en 1741, les habitants de Lagrange demandèrent (en 1774) à fréquenter l'église toute neuve de Larivière, deux fois moins éloignée que celle d'Angeot à laquelle ils devaient se rendre auparavant. En 1751, le village rassemble une centaine d'habitants.
Un embranchement du chemin de fer local en provenance des Errues, mis en service en 1913, passait par Lagrange avant de rejoindre Angeot et Lachapelle-sous-Rougemont.

## Héraldique
|  | Les armes de la commune se blasonnent ainsi : D’azur aux trois gerbes de blé d’or. |

## Politique et administration
| Période                                  | Période   | Identité              | Étiquette | Qualité |
| ---------------------------------------- | --------- | --------------------- | --------- | ------- |
| Les données manquantes sont à compléter. |           |                       |           |         |
| mars 2001                                | mars 2008 | Serge Zanette         |           |         |
| mars 2008                                | 2020      | Bénédicte Minot       |           |         |
| 2020                                     | En cours  | Bernard Guerre-Genton |           |         |

## Population et société

### Démographie
L'évolution du nombre d'habitants est connue à travers les recensements de la population effectués dans la commune depuis 1793. Pour les communes de moins de 10 000 habitants, une enquête de recensement portant sur toute la population est réalisée tous les cinq ans, les populations de référence des années intermédiaires étant quant à elles estimées par interpolation ou extrapolation. Pour la commune, le premier recensement exhaustif entrant dans le cadre du nouveau dispositif a été réalisé en 2006.

En 2022, la commune comptait 139 habitants, en évolution de +8,59 % par rapport à 2016 (Territoire de Belfort : −2,78 %, France hors Mayotte : +2,11 %).
| 1793 | 1800 | 1806 | 1821 | 1831 | 1836 | 1841 | 1846 | 1851 |
| ---- | ---- | ---- | ---- | ---- | ---- | ---- | ---- | ---- |
| 86   | 100  | 119  | 128  | 127  | 112  | 106  | 100  | 90   |

| 1856 | 1861 | 1866 | 1872 | 1876 | 1881 | 1886 | 1891 | 1896 |
| ---- | ---- | ---- | ---- | ---- | ---- | ---- | ---- | ---- |
| 97   | 87   | 79   | 88   | 85   | 76   | 74   | 68   | 70   |

| 1901 | 1906 | 1911 | 1921 | 1926 | 1931 | 1936 | 1946 | 1954 |
| ---- | ---- | ---- | ---- | ---- | ---- | ---- | ---- | ---- |
| 62   | 53   | 36   | 47   | 54   | 44   | 44   | 31   | 34   |

| 1962 | 1968 | 1975 | 1982 | 1990 | 1999 | 2006 | 2011 | 2016 |
| ---- | ---- | ---- | ---- | ---- | ---- | ---- | ---- | ---- |
| 34   | 26   | 35   | 56   | 94   | 101  | 98   | 111  | 128  |

| 2021 | 2022 | - | - | - | - | - | - | - |
| ---- | ---- | - | - | - | - | - | - | - |
| 139  | 139  | - | - | - | - | - | - | - |

## Pour approfondir